# Balsa (houtsoort)

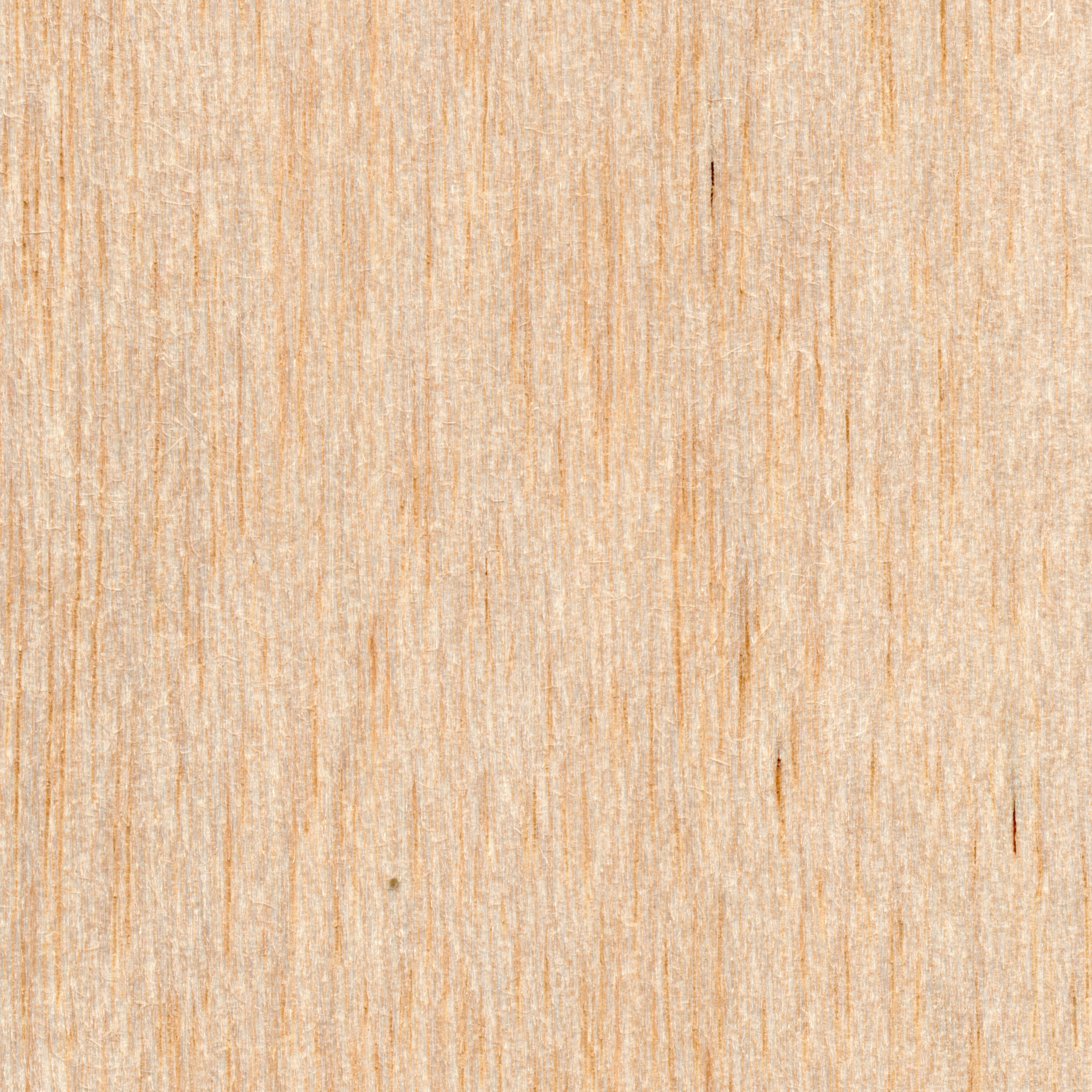
Balsahout

Balsa is een houtsoort afkomstig van de snel groeiende balsaboom (Ochroma pyramidale, synoniem O. lagopus). Het wordt ook wel kurkhout genoemd.

## Herkomst

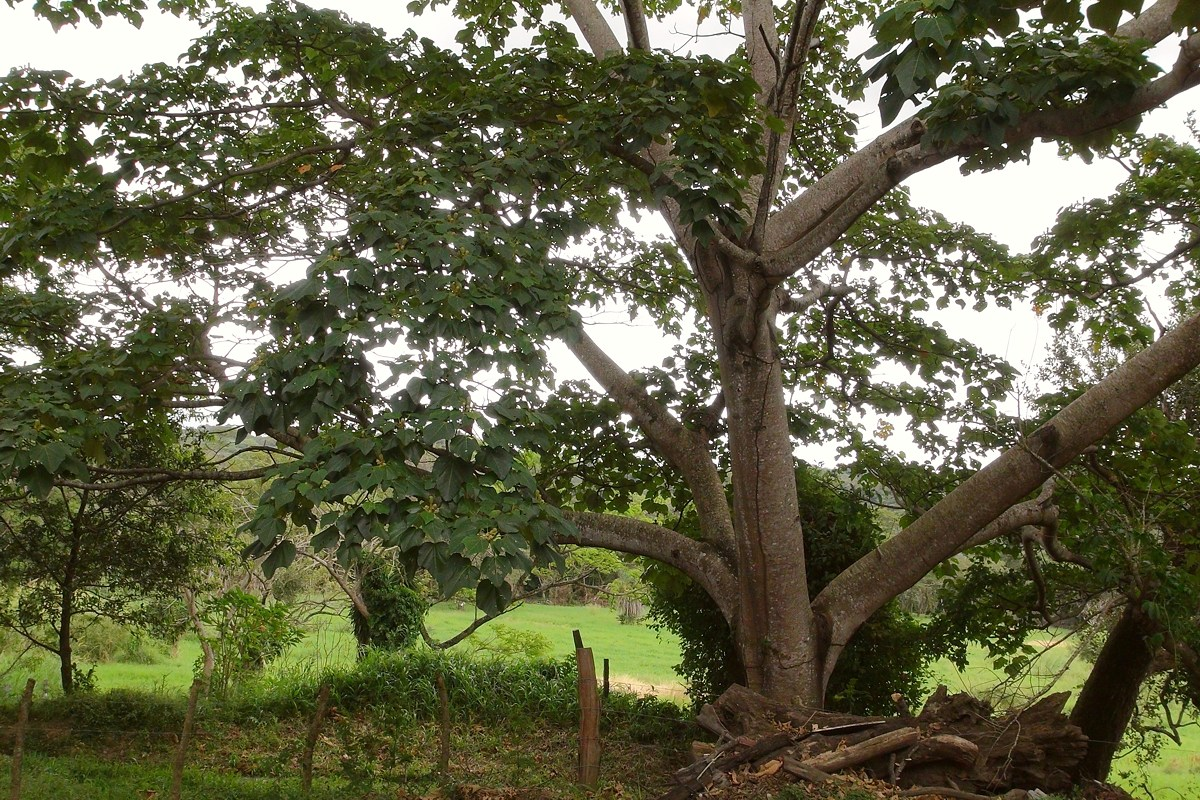
Balsaboom in Costa Rica

Het hout wordt geleverd door een snelgroeiende boom afkomstig uit Midden- en Zuid-Amerika, die in zijn natuurlijke habitat in vijf jaar tijd een hoogte van ruim twintig meter kan bereiken met een diameter van 0,7 tot 1,2 meter.
De meeste plantages en kapgebieden waar het hout vandaan komt liggen in Ecuador. In plantages worden bomen in zeven jaar tijd tot twintig meter hoog met een stamdikte van zo'n halve meter. Het takvrije deel van de stam is dan 5 tot 6 meter lang.
De naam "balsa" is het Spaanse woord voor vlot, hetgeen verwijst naar een vroege toepassing; het is een lichte houtsoort die goed blijft drijven.

## Kenmerken

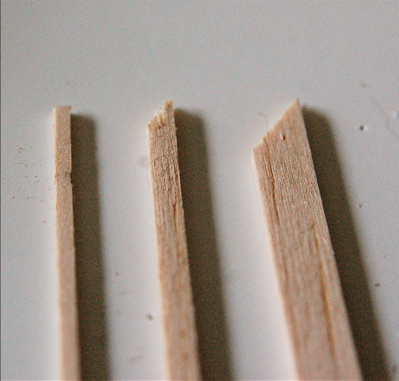
drie stukken balsahout

Balsahout is de lichtste houtsoort die algemeen in de handel verkrijgbaar is. De volumieke massa is 40 tot 300 kg/m3 bij 12% vochtgehalte. Omdat het geleverd wordt door een loofboom, wordt balsahout gerekend tot wat in het Engels hardwood heet (Nederlands: loofhout).
Het kernhout is bleekbruin van kleur; algemeen gebruikt is echter het spinthout dat een zilvergrijswitte kleur heeft met soms een roodgele zweem. Het hout voelt satijnachtig zacht aan. Om aantasting met blauwschimmel te voorkomen, hoort de stam direct na het vellen verzaagd en gedroogd te worden.
De houtsoort is makkelijk te bewerken door de geringe massa, maar dat moet zorgvuldig gebeuren. Door de structuur gaat handmatig schaven heel moeizaam en dient bij machinaal bewerken via frees, boor of schaaf scherp gereedschap gebruikt te worden. Het hout is niet goed te verbinden met schroeven of spijkers maar is goed te verlijmen. Het hout leent zich niet voor buigen. Het spinthout is impregneerbaar.

## Toepassingen

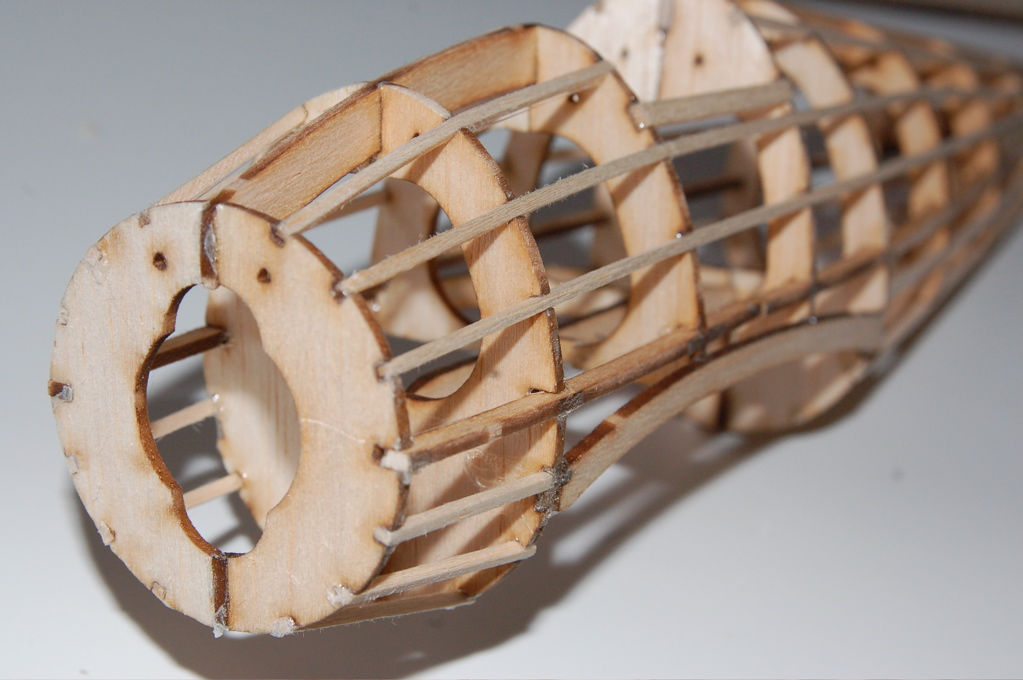
Frame van een modelvliegtuig, geheel uit balsa

Het hout is populair in de modelbouw, zeker waar gewicht van belang is. Naast modelbouw is het ook in de bouw van normale vliegtuigen toegepast; het bekendste voorbeeld is de de Havilland Mosquito die een huid had van vellen balsahout, gecombineerd met vellen Canadese berk.
Ook kan het gebruikt worden voor spalken, kunstledematen, als isolatiemateriaal, snijwerk en kozijnen.
De laatste jaren ontstaat er toenemende vraag voor de toepassing in de wieken van windmolens.